# Filip Kurto
Filip Kurto (Olsztyn, 14 giugno 1991) è un calciatore polacco, portiere del Macarthur.

## Palmarès

### Competizioni nazionali
- FFA Cup: 1

Macarthur: 2022